# Metodo di fattorizzazione di Fermat
Il metodo di fattorizzazione di Fermat è un algoritmo ideato da Pierre de Fermat per fattorizzare dei numeri interi nei suoi fattori primi. Si basa sulla rappresentazione di un numero come differenza tra due quadrati, ed è più efficace quando esistono due fattori del numero vicini tra loro.

## Algoritmo
1. Sia n un intero dispari.
2. {\displaystyle a=\lceil {\sqrt {n}}\rceil } (dove {\displaystyle \lceil \cdot \rceil } indica la funzione parte intera superiore).
3. Ripeti
  1. {\displaystyle b_{2}=a^{2}-n}
  2. se {\displaystyle b_{2}} non è un quadrato perfetto allora {\displaystyle a=a+1}
4. finché {\displaystyle b_{2}} non è un quadrato perfetto.
5. {\displaystyle b={\sqrt {b_{2}}}}
6. {\displaystyle n=(a-b)(a+b)}

## Spiegazione
Supponiamo che n sia un intero dispari, e che esistano due interi a e b tali che n=ab (con a>b). Allora
{\displaystyle n=\left({\frac {a+b}{2}}\right)^{2}-\left({\frac {a-b}{2}}\right)^{2}}
Quindi n è la differenza di due quadrati. Essendo n un intero dispari, anche a e b lo devono essere a loro volta: dunque i numeri d=a+b e c=a-b sono pari e la loro semisomma è un intero. L'espressione {\displaystyle d^{2}-c^{2}} può quindi essere vista come {\displaystyle (d-c)(d+c)}, e, se {\displaystyle d\neq c+1}, si è ottenuta una fattorizzazione non banale di n.
L'algoritmo consiste quindi nel calcolare i numeri {\displaystyle a^{2}-n} finché non si trova un quadrato perfetto; in tal caso 
{\displaystyle a^{2}-n=b^{2}\Leftrightarrow a^{2}-b^{2}=n}
Il calcolo dei quadrati successivi è inoltre facilitato dal fatto che le differenze tra quadrati consecutivi formato una progressione aritmetica di ragione 2: {\displaystyle (a+i)^{2}-(a+i-1)^{2}=2a+2i+1}. Il riconoscimento dei quadrati può essere effettuato o attraverso metodi di aritmetica modulare (che elimina molte possibilità per i quadrati: ad esempio l'ultima cifra decimale non può essere solo 2, 3, 7 o 8) oppure attraverso apposite tavole dei quadrati.

## Generalizzazioni
Nel Novecento sono stati proposti diversi algoritmi di fattorizzazione che si basavano su quello di Fermat. Maurice Kraitchik suggerì negli anni Venti che, invece di considerare interi x e y tali che {\displaystyle n=x^{2}-y^{2}}, si potevano invece cercare questi in modo che n dividesse la differenza tra i quadrati, ovvero cercare soluzioni della congruenza
{\displaystyle x^{2}-y^{2}\equiv 0\mod n}
o equivalentemente
{\displaystyle x^{2}\equiv y^{2}\mod n}
In questo contesto, le soluzioni "interessanti" della congruenza sono quelle in cui x non è congruo né a y né a -y modulo n e in cui entrambi x e y sono coprimi con n. Se n è dispari e divisibile per almeno due primi, si è dimostrato che almeno metà delle soluzioni sono interessanti. In questo caso |x-y| è compreso strettamente tra 1 ed n, e quindi è un fattore non banale di n.
Su questa idea si basano sia l'algoritmo delle frazioni continue che il crivello quadratico.